# アン・ハサウェイ 魔法の国のプリンセス
『アン・ハサウェイ 魔法の国のプリンセス』（アン・ハサウェイ まほうのくにのプリンセス、Ella Enchanted）は、2004年のイギリス、アメリカ合衆国、アイルランドのファンタジー映画である。トミー・オヘイヴァー監督の3作目の長編映画で、出演はアン・ハサウェイとヒュー・ダンシーなど。原作はゲイル・カーソン・レヴィンの童話『さよなら、「いい子」の魔法』である。魔法をかけられたヒロインが、その魔法を解くための冒険に出て、王子様と恋におちるロマンティック・コメディである。
日本の映画配信サービスでは『魔法にかけられたエラ』、『魔法にかけられたエラ 魔法の国のプリンセス』といったタイトルで配信される場合もある。

## ストーリー
舞台は巨人族や妖精、喋る本など変わった生き物が暮らす世界。ここは生まれた時に妖精から贈りものをもらえる。しかし魔法の国のお姫様・エラがもらったのは「服従」の能力で、命令されると自分の意志とは関係なく従ってしまうという迷惑な贈り物だった。
成長したエラは父の再婚相手の娘たちにいじめられる日々を送っていた。エラはそんな自分の運命を変えるべく「服従」の呪いをかけた妖精を、仲間の妖精と共に探す旅に出た。旅の途中、国中の憧れの王子様との出会い恋に落ちたエラは、王国を救うために仲間とともに立ち上がる。

## キャスト
| 役名         | 俳優                       | 日本語吹替 | 日本語吹替   |
| 役名         | 俳優                       | ソフト版   | Netflix版    |
| ------------ | -------------------------- | ---------- | ------------ |
| エラ         | アン・ハサウェイ           | 佐々木愛   | 園崎未恵     |
| チャー       | ヒュー・ダンシー           | 寸石和弘   | 西谷修一     |
| エドガー     | ケイリー・エルウィス       | 宮本淳     | 西垣俊作     |
| スラネン     | エイダン・マクアードル     | 長瀬ユウ   | 入倉敬介     |
| オルガ夫人   | ジョアンナ・ラムレイ       | 塙英子     | 浅井晴美     |
| ハティ       | ルーシー・パンチ           |            | 野々山恵梨   |
| オリーヴ     | ジェニファー・ハイアム     |            | 本田和希     |
| マンディ     | ミニー・ドライヴァー       |            | なかせひな   |
| 語り手       | エリック・アイドル         |            | 高橋ちんねん |
| ヘストンの声 | スティーヴ・クーガン       |            | 庄司然       |
| ベニー       | ジミ・ミストリー           |            | 竹内想       |
| ルシンダ     | ヴィヴィカ・A・フォックス  | 東郷すばる | かとう有花   |
| アレイダ     | パーミンダ・ナーグラ       |            | 夏梅祐希     |
| ニッシュ     | ジム・カーター             |            | 真田雅隆     |
| ピーター卿   | パトリック・バーギン       |            | 菊池康弘     |
| エラの母     | ドナ・デント               |            | 阿部菜月     |
| 幼いエラ     | エイミー・ブリッグ         |            | 北村幸子     |
| エディス教授 | ヘレン・ノートン           |            | 水世晶己     |
| オットー     | ロリー・キーナン           |            | 相樂真太郎   |
| ブルート     | アンガス・オグ・マカナリー |            | 長友孝憲     |
| パグ         | アーロン・モナハン         |            | 中村勘       |
| ブルミルダ   | ハイディ・クルム           |            | 石井花奈     |
| クープーダク | アルヴァロ・ルチェシ       |            | 佐々木祐介   |

## 製作
- 監督 - トミー・オヘイヴァー
- 脚本 - ローリー・クレイグ、カレン・マックラー・ラッツ、キルステン・スミス
- 原作 - ゲイル・カーソン・レヴィン 『さよなら、「いい子」の魔法』
- 製作 - ジェーン・スターツ
- 製作総指揮 - スー・アームストロング、ジュリー・ゴールドスタイン、ボブ・ワインスタイン、ハーヴェイ・ワインスタイン
- 共同制作 - スーザン・ミラー・ラザー、モーガン・オサリヴァン、ジェームズ・フリン
- 撮影 - ジョン・デ・ボーマン
- プロダクション・デザイン - ノーマン・ガーウッド
- 編集 - マサヒロ・ヒラクボ
- 音楽 - ニック・グレニー＝スミス
- 音楽監修 - ランディ・スペンドラブ
- 衣装 - ルース・マイヤーズ
- キャスティング - スージー・フィギス